# كاثلين ميلر
كاثلين ميلر (بالإنجليزية: Kathleen Miller)‏ هي اقتصادية أمريكية، ولدت في 1952.